# Hospital de Santa Cristina de Somport
El Monestir i Hospital de Santa Cristina de Somport és, actualment, un jaciment arqueològic que recull les restes del que va ser una hostatgeria situada en el terme municipal de Aísa (Osca), en l'alt del port de Somport, prop de Candanchú, als Pirineus, a Espanya. És considerat com un Bé d'Interès Cultural pel Decret 69/2006, de 7 de març, del Govern d'Aragó, en la categoria de conjunt d'interès cultural.
El monestir i hospital de Santa Cristina va néixer amb la funció de proporcionar a pobres, malalts, viatgers i als pelegrins del Camí de Sant Jaume un lloc on trobar refugi i assistència. El seu origen pot datar-se de finals del segle xi podent-se considerar el segle xii el de la seva consolidació com a institució i la seva major expansió el segle xiii.

## Història
La documentació que acredita la seva existència al segle xii ve, entre d'altres, del Codex Calixtinus, atribuït a Aymeric Picaud, en concret en el Liber peregrinationis (capítol III), en el qual es considerava el complex de Santa Cristina de Somport com un dels més assenyalats: "llocs sants, temples de Déu, lloc de recuperació pels bienaventurados pelegrins, descans per als necessitats, alleujament per als malalts, salvació dels morts i auxili per als vius".
A més, en la mateixa font se li cita com un dels tres hospitals més importants del món, a l'altura dels de Jerusalem i el de Mont-Joux, en el pas del Gran San Bernardo, denominant-ho per això Unum Tribus Mundi.
Un altre document molt antic en què es parla de Santa Cristina data dels primers anys del segle xii (any 1100) i es refereix a una donació de rendes a l'Hospital per part el rei d'Aragó Pere I, i altres documents fan referència a altres donacions per part d'altres nobles aragonesos com la dels vescomtes de Bearn, Gastón i Telesa, així com a la protecció que sempre li van dedicar.
La decadència del monestir-hospital va començar al segle xiv en què es produeixen, d'un costat, les disputes entre els membres de la comunitat religiosa que ho regentava (quan la comunitat de canonges regulars de Sant Agustí, va ser substituïda per la dels Dominics) i, d'un altre, la dispersió i reducció de les rendes concedides. Aquesta situació va portar al fet que els pelegrins triessin altres rutes, desplaçant-se el pas més concorregut pels Pirineus a Roncesvalles.
La importància de l'hospital en l'època ve que molts pelegrins creuaven el Sommus Portus per arribar a Santiago de Compostel·la, prenent la branca del Camí de Sant Jaume via Tolosa de Llenguadoc i la Vall d'Aspa, en comptes de la que entra en la Península per Maule-Lextarre i Roncesvalls. Un dels punts més difícils del camí era el pas dels Pirineus, per la duresa de les muntanyes i les males condicions climatològiques.
Quan els pelegrins havien pujat el port, sovint cansats, famolencs i malalts, l'hospital era un bon lloc per descansar. Segons explica el Codex Calixtinus i el Liber Sancti Iacobi, llibre en el qual es recullen les quatre rutes oficials del Camí que creuaven França, als pelegrins se'ls donava hostalatge gratuïtament tres dies, donant-los menjar i sopar. Si estaven malalts se'ls cuidava fins que es recuperessin. Si moria un pelegrí, se li enterrava en la petita fossa al costat de la capella.
L'any 1706 el monestir-hospital va sofrir un incendi que va deixar la construcció totalment arruïnada, i encara que es va procedir a la reconstrucció de part del complex, el procés de desamortització de l'any 1835 va acabar provocant la seva definitiva desaparició.

### Llegenda sobre la fundació
S'explica que dos cavallers anònims van decidir fer un petit refugi en Somport per allotjar als pelegrins que sovint morien en aquest punt del Camí de Sant Jaume per gana, la neu i les bèsties de les muntanyes.
Quan estaven discutint sobre el millor lloc per aixecar el refugi, va aparèixer una coloma blanca que portava en el seu bec una creu d'or que va deixar en el lloc en el qual Déu havia assenyalat que havia de fer-se l'església. Així, la notícia es va estendre per tota la terra i es van fer tantes donacions que els cavallers no van fer un petit refugi com havien pensat, sinó un gran hospital.
Des d'aquest moment, l'emblema de l'hospital va ser una coloma blanca amb una creu daurada en el bec.

## Descripció

1. Hospital i taverna2.
Església3.
Necròpoli4.
Monestir.

Gràcies a les excavacions arqueològiques i a les cròniques que donen notícia sobre la distribució dels edificis, s'ha pogut conèixer l'aspecte que va tenir l'hospital en la seva època d'esplendor.
El complex constava de diverses edificacions entre les quals destacaven:
- l'església amb la seva sagristia i la necròpoli propera,
- l'ermita,
- la casa dels monjos,
- el palau prioral,
- l'hospital i la fonda,
- dependències secundàries que eren necessàries per al desenvolupament de les seves activitats religioses i assistencials.[3]

L'església, és un petit edifici religiós aixecat seguint l'estil romànic i datada entre els segles xii i xiii. Presenta una sola nau amb absis semicircular situat cap a l'est. Al costat de l'església s'alçava la taverna del segle xviii, on menjaven els pelegrins. A l'altre costat de l'església es trobava la necròpoli, on encara es poden veure les sepultures de pedra. El monestir també estava situat al costat de l'església, del costat més proper a França, lloc en el qual abans del segle xviii es trobava la taverna.
Segons l'historiador fra Francisco Lalana, més a baix es trobaven el palau del prior i l'ermita de Santa Bàrbara.